# Stade Yeni Hatay
Le Yeni Hatay Stadyumu est un stade de football situé dans la ville d'Antakya en Turquie.

## Histoire
L'ancien stade d'Hatayspor, le Antakya Atatürk Stadium, d'une capacité de 6 500 places situé en centre ville ne répondant plus aux exigences pour le football de haut niveau, il est décidé de construire une enceinte moderne en périphérie de la ville. La construction prévue en 2013, débute finalement en 2016, pour une livraison en 2019. Les travaux prennent du retard, le stade sera finalement inauguré en juin 2021.
Le stade entièrement fermé propose 25 000 places couvertes et 24 loges. A coté du stade sont aussi prévu d'autres équipements sportifs, une piscine couverte avec toit rétractable, une salle de 5 000 places, et deux salles de 500 places. Le parking de 1 500 places est recouvert de panneaux solaires qui fournissent l'énergie au stade.
Le 8 août 2021, se dispute le premier match de football, Hatayspor rencontre le Gaziantep FK dans un match amical (1-0) à huis clos. 
Le premier match officiel a lieu le 14 août 2021 contre le Kasımpaşa SK (1-1), devant un nombre limité de 1 644 spectateurs en raison de la situation sanitaire.
L'ancien stade sera démoli après la mise en service du Yeni Hatay Stadyumu, laissant la place à un jardin public.